# Krasnîțea, Sambir
Krasnîțea (în ucraineană Красниця) este un sat în comuna Volea-Branețka din raionul Sambir, regiunea Liov, Ucraina.

## Demografie
Componența lingvistică a localității Krasnîțea
     Ucraineană (100%)
Conform recensământului din 2001, toată populația localității Krasnîțea era vorbitoare de ucraineană (100%).